# World Rally: Championship
World Rally: Championship è un videogioco di guida sviluppato e pubblicato nel 1993 dalla software house spagnola Gaelco; venne distribuito dall'Atari nel Nord America e dalla Sigma nel mercato giapponese.
Tra i primi videogiochi del tempo inerenti al rally, World Rally: Championship si distinse per la semplice giocabilità che ispirò successive produzioni di altre aziende.

## Sistema di gioco
World Rally: Championship è un videogioco di guida con visuale isometrica dove si controlla un'automobile sfruttando il volante per la sterzata (il quale risponde ai soli input di sinistra e destra, di conseguenza può tranquillante essere sostituito da un joystick) ed il pedale acceleratore.
L'obiettivo del gioco è quello di tagliare il traguardo di ogni singola tappa entro il tempo limite di un minuto.
Durante la gara sarà necessario evitare alcuni ostacoli o strettoie, mentre la CPU è d'ausilio per segnalare la tipologia di curva che dovremo affrontare di lì a poco.
L'automobile utilizzata è chiaramente una Toyota Celica GT-Four ST185 sponsorizzata REPSOL, creata digitalizzando fotografie di un modellino in scala della vincitrice del mondiale rally 1992 guidata da Carlos Sainz.
Ad inizio gioco sarà possibile scegliere una tra quattro differenti competizioni, tutte gare ufficiali del campionato del mondo rally; ciascuna di esse è suddivisa in tre tappe, e ogni tappa va completata in un tempo massimo di un minuto; ogni competizione si distingue anche per un differente livello di difficoltà.
In base al tempo realizzato per ogni tappa il giocatore viene classificato e ottiene un punteggio in base alla posizione che va ad aggiornare il totale sia per la classifica di quella particolare competizione che per la classifica del campionato mondiale rally.
Le differenti tappe possono essere su strade asfaltate, sterrato o neve, e alcune sono anche in notturna.

### Campionati selezionabili
- Rally di Sanremo

Difficoltà: Semplice
Tappe: Peranaldo · Totip · Ospedaletti
- Rally di Monte Carlo

Difficoltà: Media
Tappe: Moulinon · Sisteron · Col de Turini
- Rally dell'Acropoli

Difficoltà: Difficile
Tappe: Tarzan · Vari · Kinetta
- Rally dei Mille Laghi

Difficoltà: Esperto
Tappe: Myhipaa · Konivuori · Laajavuori

### Piloti rivali
Nelle classifiche dei tempi e dei punteggi ogni pilota ha un nome di sole tre lettere; il giocatore viene identificato come "YOU", mentre i piloti controllati dalla CPU riportano combinazioni di tre lettere che sono chiari riferimenti a piloti di rally realmente esistiti che hanno preso parte al campionato del mondo rally 1992 o al campionato 1993:
- AGH - Andrea Aghini
- ALL - Neil Allport (visto che il pilota appare molto forte in Finlandia, è possibile che ci si riferisca a Markku Alen, pilota ricorrente nella stagione 1992 ma mancante nel gioco. Alen era spesso riportato talvolta come "Allen" nelle cronache dell'epoca)
- AUR - Didier Auriol
- BIA - Miki Biasion
- CAP - Fernando Capdevila
- CHA - François Chatriot
- DEL - François Delecour
- ERI - Kenneth Eriksson
- KAN - Juha Kankkunen
- MAK - Tommi Mäkinen
- MCR - Colin McRae
- MIK - Hannu Mikkola
- SAL - Timo Salonen
- SCH - Armin Schwarz
- VAT - Ari Vatanen

## Serie
- World Rally: Championship (1993)
- World Rally 2: Twin Racing (1995)

## Curiosità
- I nomi delle tappe sono in buona parte corretti, solamente alcuni appaiono leggermente modificati ("Peranaldo" invece di Perinaldo, "Moulinon" invece di Le Moulinon, "Kinetta" invece di Kineta, mentre a seconda della versione una tappa finlandese può chiamarsi Myhipaa o MyPa).
- Nelle mappe visualizzate durante il gioco i percorsi dei campionati appaiono ingigantiti, tanto da far sembrare il Rally di Sanremo una competizione che arriva a ricoprire le strade di buona parte del Nord Italia.
- A gioco concluso vi è una scena dove la Toyota Celica GT-Four esegue delle tecniche di drifting come esultanza; si possono distinguere degli spettatori che sventolano la bandiera della Spagna e degli striscioni recanti la scritta "Sainz-Moya" con chiaro riferimento alla coppia di piloti spagnoli formata da Carlos Sainz e Luis Moya, campioni del mondo nel 1990 e nel 1992 proprio a bordo di una Toyota Celica (su due modelli differenti, ST165 e ST185) : l'assenza di un pilota rivale che alluda a Sainz è difatti un ulteriore indizio al fatto che il giocatore probabilmente impersona il pilota iberico stesso nel gioco.
- Nel 2008 la Gaelco, 15 anni dopo il rilascio, rese fruibile liberamente al pubblico la ROM del gioco, così da poter essere giocato su emulatori come il MAME.